# Театр Карла Книпера
Театр Карла Книпера был создан немецкой труппой под руководством Карла Книпера в Санкт-Петербурге в 1777 году (или в 1779 году). Источники также по-разному называют его фамилию: Книпер и Книппер.
Сам Карл Книпер по своей профессии к сценическим искусствам отношения никакого не имел, он служил лекарем Воспитательного дома. Но решил устроить общедоступный театр на манер европейских для развлечения уважаемой публики. Это было время становления в России европейской культуры и европейских искусств, в том числе и театрального.
Однако театр в России прижился не сразу. Ещё долгое время бытовало поверье о его греховности. Тем не менее окно в Европу уже было «прорублено» Петром, и поток приезжающих европейцев, приглашаемых работать в Россию, уже невозможно было прекратить. Европейцы везли с собой свой уклад, свою культуру. Россия становилась европейской страной.
Указом императрицы Елизаветы Петровны от 30 августа 1756 года была создана структура Российских императорских театров, а в казённых сиротских домах было решено учить детей новоявленной актёрской профессии.
Так, учителями танцев в Московском сиротском воспитательном доме были итальянец Филиппо Беккари и его жена. В 1778 году балетные классы Воспитательного дома возглавил, сменив Беккари, балетмейстер и танцовщик Леопольд Парадиз. В 1780 году он выпустил своих первых учеников — семь танцовщиц и девять танцовщиков.
Но с созданием структуры Императорских театров постепенно прекращалось существование общедоступных театров, с июня 1761 года театр Зимнего дворца перестал быть платным и открытым для всех. Открытый частный театр стал уже потребностью жизни все более европеизировавшегося Петербурга.
Здание, в котором обосновался новый театр Карла Книпера, первоначально выполняло функции манежа (школы верховой езды) и располагалось на Царицыном Лугу, неподалёку от того места, где сейчас находится Тройной мост. Это было помещение бывшего когда-то театра Локателли, а с 1770 по 1777 год здание занимала труппа английских комиков.
Театр открылся не сразу. Потребовалась большая постройка и перестройка. На строительство было потрачено 22 000 рублей. На каменном фундаменте заново сложили и оштукатурили бревенчатые стены, сделана железная кровля и печное отопление. Зал был расписан, места расположены амфитеатром, барьеры лож и лавки обиты красным и зелёным сукном (по другому описанию, лож не было, но был трёхъярусный балкон), стены и потолки лож обили холстом. Отмостка вокруг театра была «из дикого камня», снаружи здание освещали 14 беложестяных фонарей на столбах. Кроме главного, у здания было шесть пожарных выходов.
Лишь к 1779 году всё было готово, и театр получил новое название — Вольный Российский Театр (по другим источникам, это был 1781 год). К этому же времени Карл Книпер заключил контракт с Воспитательным домом о поставке к нему на сцену выпускников, выученных сценическим искусствам — танцам, музыке и декламации, и в том же 1779 году к нему поступили на дальнейшую учёбу «в артисты» и работу на сцене 50 выпускников Петербургского воспитательного дома, которые были отобраны известным московским актёром Иваном Каллиграфом. Эти 50 воспитанников и воспитанниц из Воспитательного дома и составили русскую труппу.
Первый спектакль состоялся 22 декабря (очевидно, 1781 года). В апреле — октябре 1781 спектакли давались в театральном помещении Сухопутного шляхетного кадетского корпуса. 10 октября 1781 состоялось первое представление в отстроенном заново деревянном театре на Царицыном лугу.
Скоро стало ясно, что новый театр требовал работы профессионалов. С 1780 по 1783 год музыкальной частью театра был приглашен руководить композитор Василий Пашкевич, постановками в 1782—1783 годах занимался известный актёр Иван Дмитревский, он же вёл актёрские занятия.
Дмитревский, занимая в театре должность учителя драматического искусства, обязавшись давать только 12 уроков в месяц, на самом деле являлся к своим ученикам раза по два в день.
24 сентября 1782 года Дмитревский показал свою первую работу на сцене Вольного Российского театра. Постановка была сенсационной. Дмитревский первым поставил комедию Д. И. Фонвизина «Недоросль» (в свой бенефис), которой поначалу был запрещён вход на императорские подмостки. Роль Стародума исполнял сам И. А. Дмитревский, Правдина — К. И. Гамбуров, Цифиркина — А. М. Крутицкий, Скотинина — С. Е. Рахманов. О необыкновенном успехе пьесы «Недоросль» при её первой постановке на сцене в Вольном Российском Театре на Царицыном лугу свидетельствовал неизвестный автор «Драматического словаря»: «Несравненно театр был наполнен, и публика аплодировала пьесу метанием кошельков».
И. А. Дмитревский отдавал все силы своей работе в театре Книпера, под его руководством за год труппа разучила и поставила 28 пьес А. О. Аблесимова, Я. Б. Княжнина, А. П. Сумарокова и др. По его просьбе для театра Книпера О. П. Козодавлевым были написаны комедии: «Перстень» и «Нашла коса на камень».
Выпускники Воспитательного дома постепенно вырастали в актёров, среди которых были и особо выделяемые по таланту. Сцену Книпера понемногу пополняли и другие актёры, приходившие сами, желавшие попробовать себя в артистической деятельности. Тут были и драматические артисты, и певцы, и танцовщики. Многие из начавших на сцене Книперовского театра стали прославленными артистами: певец и драматический актёр А. М. Крутицкий, комик К. И. Гамбуров, танцор Василий Балашов (ученик Филиппо Беккари, а затем Леопольда Парадиза в Московском воспитательном доме), другие балетные артисты — выпускники Воспитательного дома, среди которых Арина Собакина, Иван Еропкин, драматические актёры С. Е. Рахманов и Х. Ф. Рахманова, оперные и драматические артисты В. М. Черников, П. П. Черникова, Максим Волков, А. Г. Крутицкая, Милевская и др.
Однако внутри театра не все обстояло гладко. Получая юношей и девушек, почти подростков, из Воспитательного дома, Карл Книпер особо не церемонился с ними. В результате артисты терпели всевозможные лишения и «исполняли свою должность больше по уважению к наставнику, нежели по воздаянию, получаемому от содержателя». Книпер действительно так бессовестно эксплуатировал артистов, что в половине второго трёхлетия Воспитательный дом расторг с ним контракт и отдал театр под опеку И. А. Дмитревскому, который с 1 января 1783 года стал содержателем театра. Но он содержал театр только семь месяцев. В структуре Императорских театров было принято решение открыть публичный театр.
16 августа 1783 года, в связи с реорганизацией придворного театра, «Комитету для управления зрелищами и музыкой» приказано «принять» театр у содержателей.
На 1783 год прямоугольное здание занимало площадь 51х24 м, подъём и спуск декораций производился специальными машинами, машинистом которых был Т. Дампьери. Тамбур главного входа был квадратным, со сторонами 6,5 м, благодаря ему зрительские помещения были защищены от сквозняков. В здании было семь лестниц.
Вокруг театра была сделана деревянная мостовая с «каминами», каменными беседками с железной кровлей, в которых ожидающие кучера могли разжигать костры для обогрева.
1-го сентября 1783 года Вольный театр вместе со всей труппой и со всем имуществом, включая помещение, вошёл в структуру Императорских театров. Часть актёров из воспитанников вошла в состав придворного театра, другие вернулись в Москву.
В 1783 году, переменив статус и став казённым императорским, театр получил новое название — Городской Деревянный Театр (или Малый Театр, на контрасте с открывшимся Большим Каменным театром) и просуществовал под ним до 1797 года, после чего был демонтирован по приказу Павла I, так как здание мешало манёврам войск на парадах. На его месте была образована площадь. Но к этому времени труппа императорских театров уже имела несколько разных театральных сцен, в частности Большой (Каменный) театр.

## Репертуар
- «Мельник — колдун, обманщик и сват» (музыка Михаила Соколовского, либретто Александра Аблесимова)
- «Недоросль» Д. И. Фонвизина
- «Несчастье от кареты» (музыка Василия Пашкевича, либретто Якова Княжнина)
- «Владимир и Ярополк» Я. Б. Княжнина, музыка В. А. Пашкевича
- «Розана и Любим», опера в четырёх актах (музыка Ивана Керцелли, либретто Николая Николева)
- «Санкт-Петербургский Гостиный Двор» (опера), текст и музыка М. А. Матинского
- «Несчастие от кареты» (комическая опера), текст Я. Б. Княжнина, музыка В. А. Пашкевича
- «Скупой» (комическая опера), текст Я. Б. Княжнина, музыка В. А. Пашкевича